# ヘンリー・ロデリック・ニューマン
ヘンリー・ロデリック・ニューマン（Henry Roderick Newman、1843年3月4日 - 1917年12月1日） は、アメリカ合衆国の画家である。イタリア、エジプトや日本の歴史的建造物のある風景や植物を描いた水彩画などで知られている。

## 略歴
ニューヨーク州のイーストン(Easton)で医者の息子に生まれた。1853年にニューヨーク市に家族と移った。1860年頃から医学の勉強を始めるが、余暇の時間に独学で絵を描くようになり、1861年に父親が亡くなった後、医者になる勉強を止めて画家になる決意を母親に告げた。母親は画家としてやっていけることを示すために1年間活動することを許し、ニューマンは6カ月間、風景画を描き、3点の作品をニューヨークのナショナル・アカデミー・オブ・デザインの展覧会に出展して、それに答えた。
1864年からアメリカにおいて「ラファエル前派」の理念を志向する美術家グループ「芸術の真実の振興協会(Association for the Advancement of the Cause of Truth in Art)」の会員になった。
1868年に、健康上の理由で温暖なフロリダに移り、セントオーガスティン近くで活動しフロリダで活動した最初の著名な画家の一人となった。1870年からフランスに渡り、短期間ジャン＝レオン・ジェロームに学ぶが、その技法には満足できなかった 。普仏戦争の後、イタリアに移った。イタリアで歴史的な建築物を絵がl\供養になった。1883年にイギリス人女性と結婚した。
1887年の初めから冬をエジプトで過ごすようになり、毎年数か月をエジプトで過ごした。アスワン近郊のフィラエ神殿のような古代建築を水彩で描いた。1896年から1897年にかけて日本を訪れ、寺院などを描いた作品も残した。
1917年にイタリアのフィレンツェで没した。

## 作品

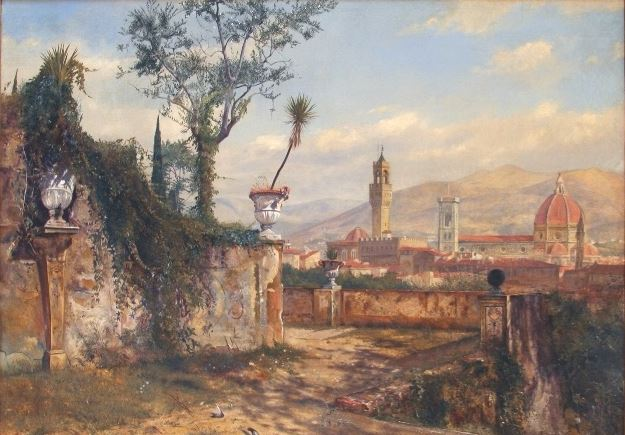
フィレンツェ (1877)
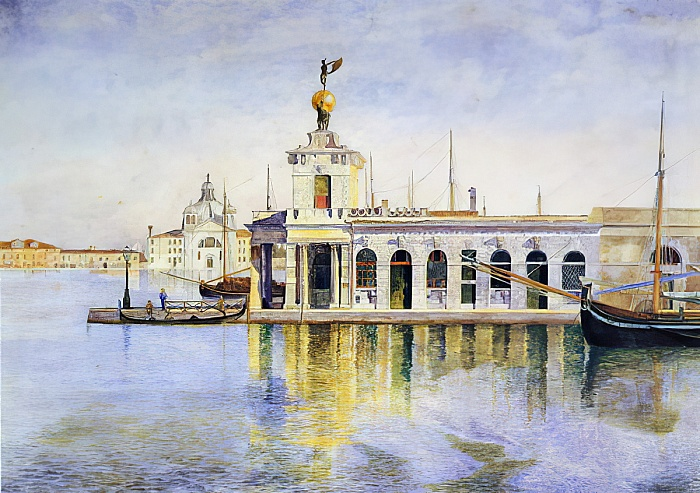
ヴェネツィア
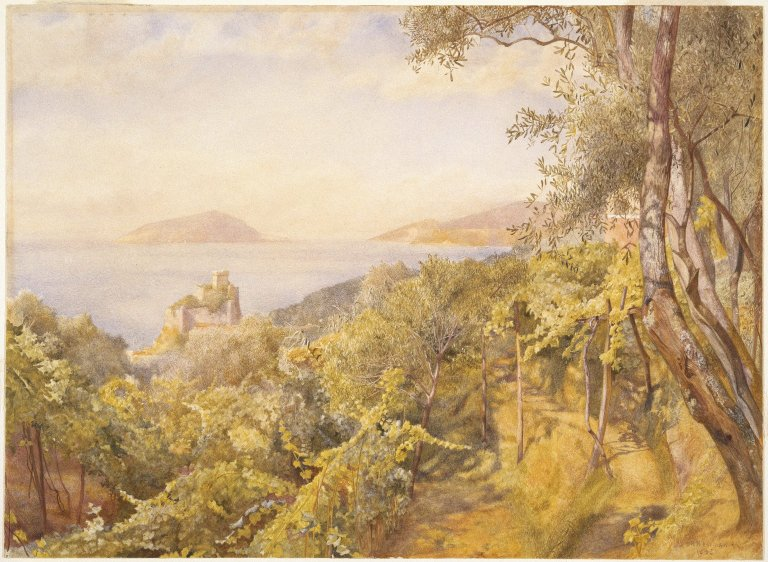
The Priest's Garden (c.1883)

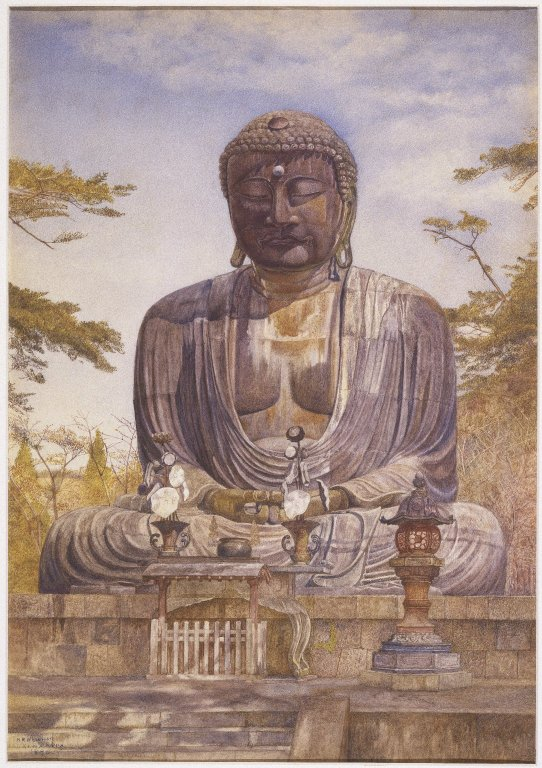
鎌倉の大仏 （c.1898) ブルックリン美術館
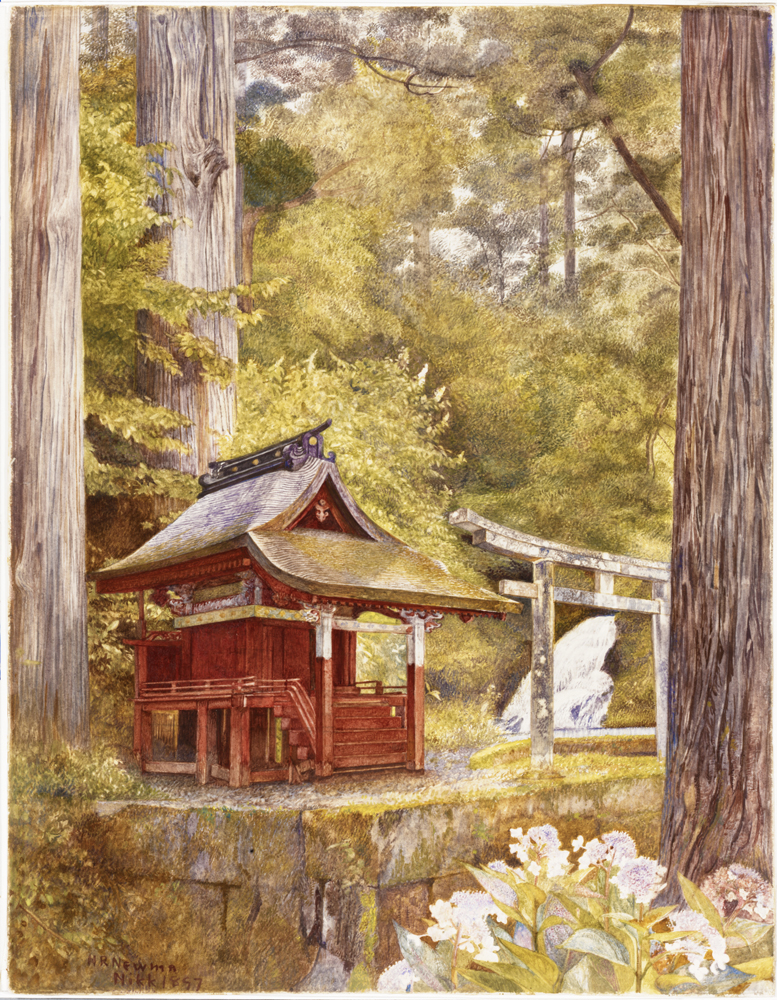
日光の神社
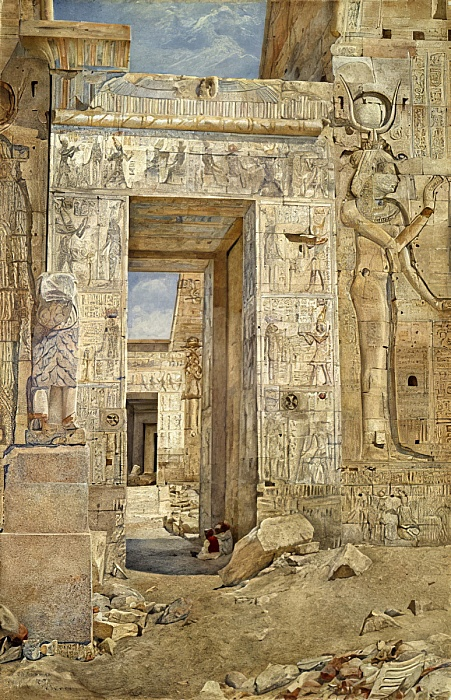
フィラエ神殿(1894)
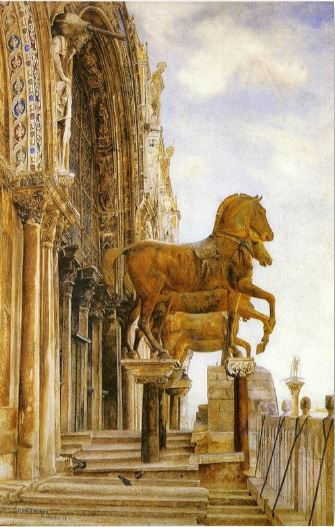
サン・マルコ寺院
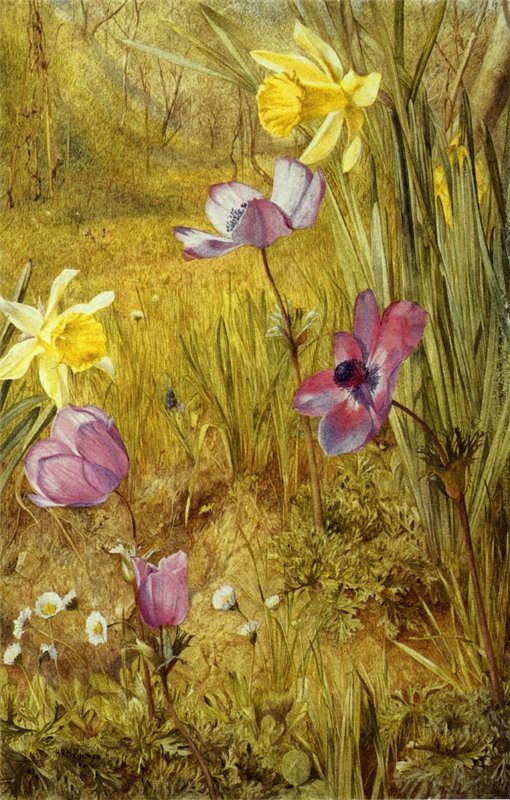
植物画

## 関連文献
- Harry Buxton Forman, "An American Studio in Florence," The Manhattan, June 1884, 525–539.
- Royal W. Leith, "Ruskin and his American Followers in Tuscany," St. Albans: The Brentham Press, 1994.
- Royal W. Leith, A Quiet Devotion: The Life and Work of Henry Roderick Newman, Vance Jordan Gallery, New York, 1996.
- Royal W. Leith, "The Expatriate Years of Henry Roderick Newman," The Magazine Antiques, April 1996.
- Royal W. Leith, "New Light on Henry Roderick Newman as an oil painter: Recent Rediscoveries," The Magazine Antiques, October 2007.
- Gerald M. Ackerman, American Orientalists, (The Orientalists, Vol.10), ACR Editions, 2010 ISBN 978-2-86770-078-1